# Lola Flores
María Dolores Flores Ruiz (* 21. Januar 1923 in Jerez de la Frontera; † 16. Mai 1995 in Alcobendas), bekannt unter dem Künstlernamen Lola Flores, war eine spanische Sängerin, Flamencotänzerin und Schauspielerin. Sie wurde auch La Faraona („die Pharaonin“) genannt.

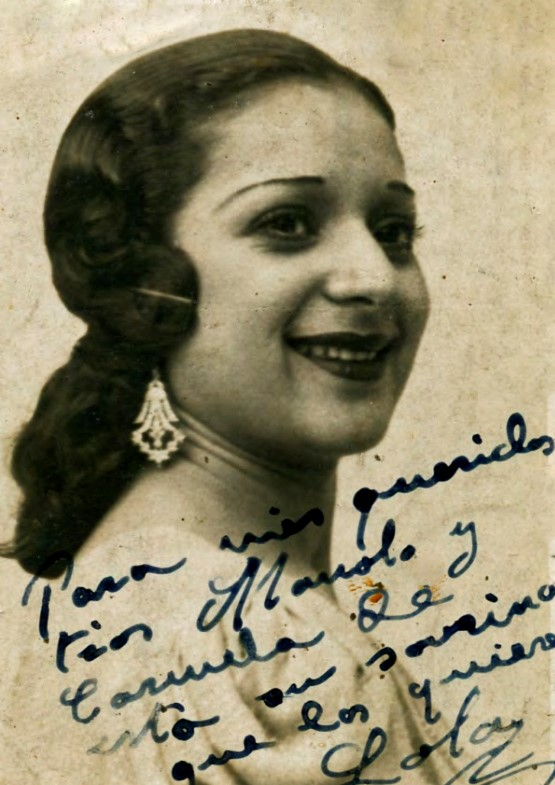
Lola Flores (1941)

## Leben
Lola Flores wurde im „Zigeunerviertel“ San Miguel in Jerez de la Frontera (Provinz Cádiz) geboren. Als Mädchen tanzte und sang sie in der Taverne ihres Vaters Pedro Flores (El Comino). Im Alter von zwölf Jahren war sie in den heimischen Künstlerkreisen als Tänzerin bekannt. Später sang sie Lieder ihrer großen Vorbilder Concha Piquer und Estrellita Castro.
1939, im Alter von 16 Jahren, gab Lola Flores ihr Debüt am Teatro Villamarta de Jerez in dem Stück „Luces de España“. An der Seite des Tanzpaares Rafael Ortega und Custodia Marchena sowie dem Gitarristen Melchor de Marchena sang sie Bautizá con manzanilla.
Ihre großen Erfolge feierte die grazile Tänzerin mit dem Flamencosänger Manolo Caracol, der über eine „sehr rauhe Gitano-Stimme“ verfügte und mit dem sie bis zu ihrer Trennung 1951 als Künstlerpaar arbeitete. Zusammen führten sie 1943 das Spektakel Zambra auf, das so erfolgreich war, dass weitere Produktionen gleichen Titels bis zum Jahre 1949 folgten. 1958 heiratete sie den Sänger, Gitarristen und Komponisten Antonio González Batista, der in den folgenden Jahren unter seinem Künstlernamen El Pescaílla zu einem bedeutenden Vertreter der katalanischen Rumba wurde. Aus dieser Ehe entstammen drei Kinder, die alle Sänger wurden: Dolores Lolita, Antonio (1961–1995) und Rosario.
Ihr starkes Temperament und ihre Präsenz als Schauspielerin zeigte sie zwischen 1939 und 1987 in diversen Filmen, wo sie in der Regel Rollen als „Zigeunerin“ übernahm.
Lola Flores lernte ab den 1950er Jahren viele prominente Persönlichkeiten kennen.
Lola Flores starb in La Moraleja, einem Stadtviertel von Alcobendas in der Autonomen Gemeinschaft Madrid am 16. Mai 1995 im Alter von 72 Jahren an Brustkrebs. Nach ihrer feierlichen Aufbahrung im Centro Cultural de la Villa von Madrid wurde sie auf dem Cementerio de la Almudena in Madrid begraben. Zu ihrer Beisetzung erschienen rund 300.000 Menschen, darunter zahlreiche prominente Vertreter aus allen Bereichen des gesellschaftlichen Lebens. 14 Tage nach ihrem Tod starb ihr Sohn Antonio. Er wurde neben seiner Mutter beigesetzt. 

## Ehrungen

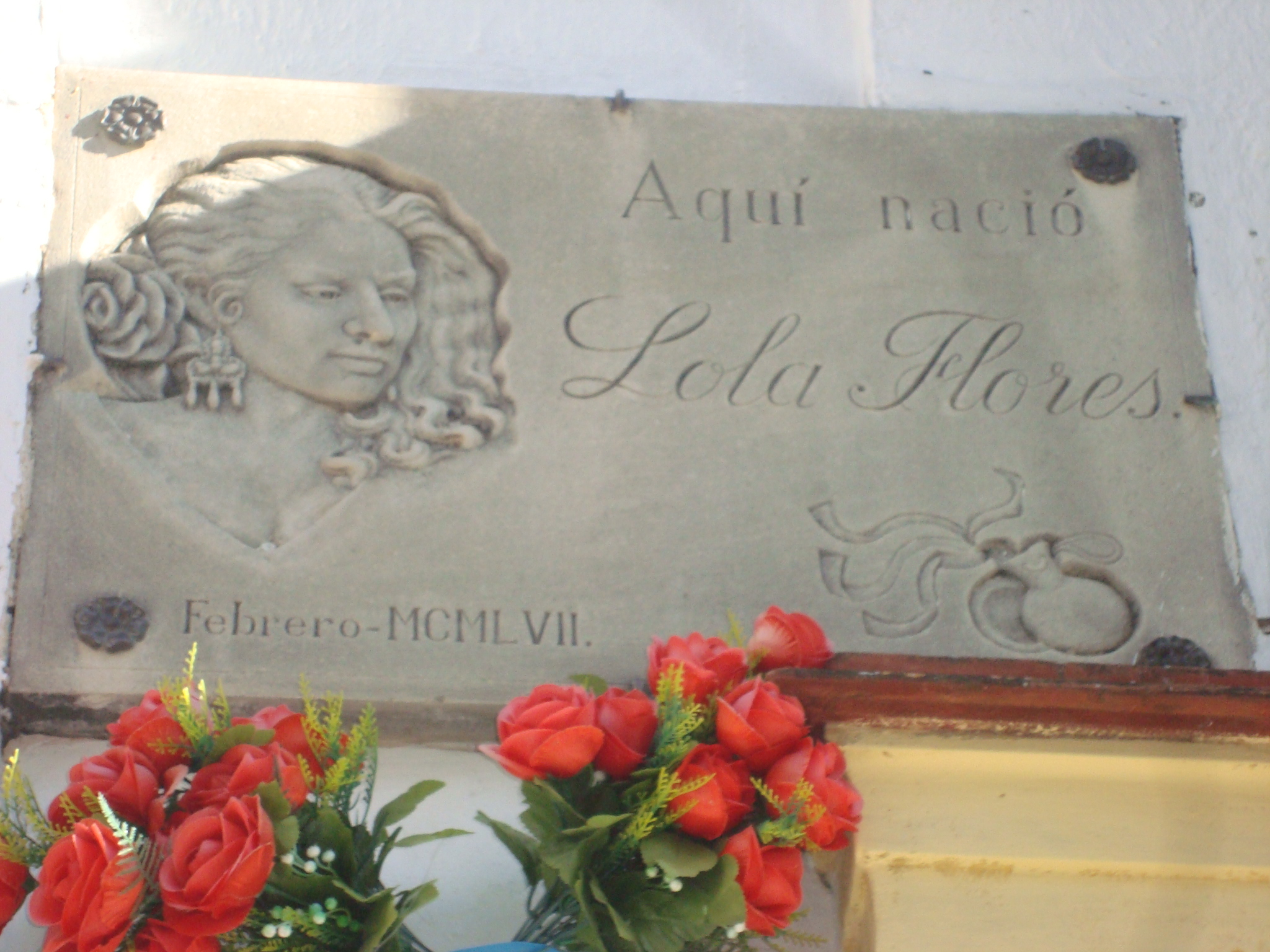
Gedenktafel an Lola Flores Geburtshaus, 2013

1962 wurde sie mit dem Ritterorden Lazo de Dama de Isabel la Católica geehrt.
1967 erhielt sie die Goldmedaille des Círculo de Bellas Artes..
Im Jahr 1990 erhielt sie eine Ehrungsshow in Miami, an der unter anderem ihre Freundinnen Celia Cruz und Rocío Jurado sowie der Sänger Julio Iglesias teilnahmen.
1994 erhielt sie die spanische Ehrenmedaille „Medalla al merito del trabajo“ für ihr Lebenswerk.
Am 31. März 2023 wurde anlässlich ihres 100. Geburtstages das Centro cultural Lola Flores, in ihrer Geburtsstadt Jerez de la Frontera eröffnet. Das Museum zeigt ihre Preise, Kleider (u. a. ihr Hochzeitskleid) und ihren Schmuck. Bei der Eröffnung waren ihre Töchter, Enkel und ihre Schwester Carmen Flores anwesend.

## Filmografie (Auswahl)
- 1940: Martingala
- 1948: Embrujo
- 1950: Der schwarze Jack (Black Jack)
- 1952: La Estrella de Sierra Morena
- 1955: La Faraona
- 1958: María de la O
- 1962: El Balcón de la Luna
- 1968: Una señora estupenda
- 1973: Casa Flora
- 1983: Zwei trickreiche Gauner (Truhanes)
- 1992: Sevillanas

## Duette
- Somos dos caminantes mit Julio Iglesias
- Dejándonos la Piel mit Rocío Jurado
- Burundanga mit Celia Cruz
- Sal y Pimienta mit José Luis Rodríguez El Puma
- Apuesta por el amor mit Lolita

## Diskographie
- 1954: Canciónes de mi España
- 1957: Olé
- 1958: The Toast of Spain
- 1959: La Fabulosa Lola Flores
- 1963: La Faraona
- 1967: Recita Poemas de Rafael de León
- 1980: Diferente Lola
- 1982: Mi Mundial 82
- 1990: Homenaje
- 1993: Con Sabor a Lolas

## TV und Fernsehshows
- 1992: El Tablao de Lola (Telecinco)
- 1993: Sabor a Lolas (Antena 3)
- 1994: El Coraje de Vivir (Antena 3)
- 1995: Ay Lola Lolita Lola (TVE)

## Preise und Auszeichnungen
- 1953: Orden Tio Pepe de Oro
- 1962: Lazo de Isabel la Católica

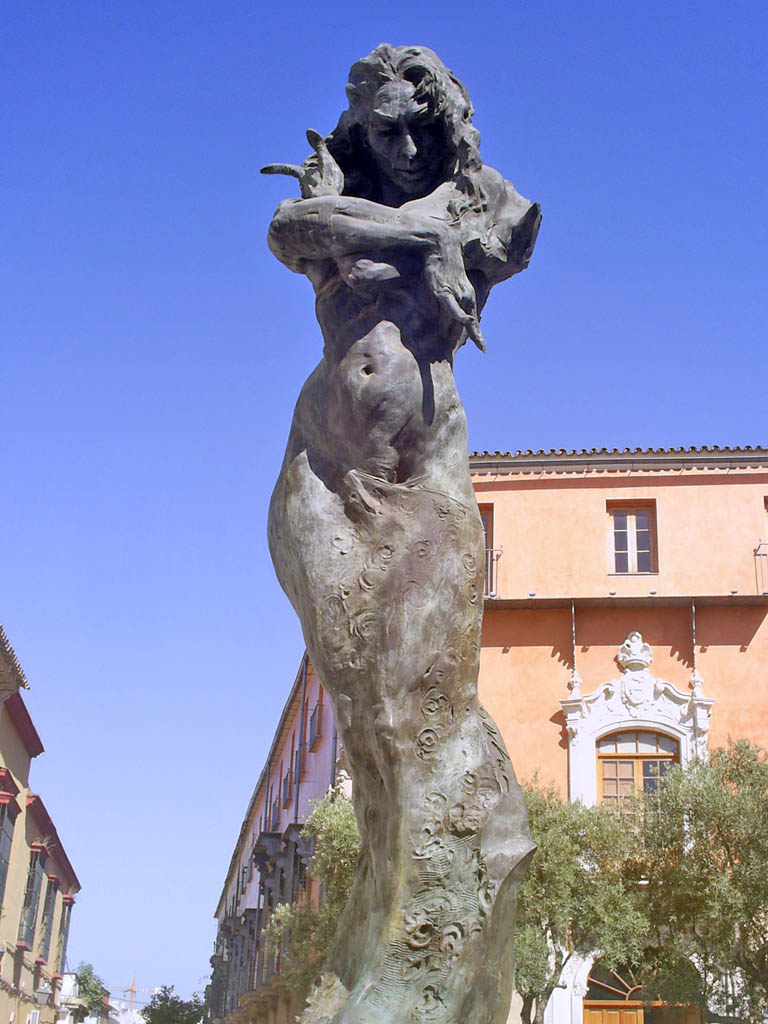
Lola Flores, Statue von Victor Ochoa in Jerez de la Frontera

- 1991: Insignia de Oro Tío José de Paula
- 1994: Giraldillo
- 1994: Medalla de Oro al Mérito en el Trabajo

## Zitate
- „El brillo de los ojos no se opera“ („Den Glanz der Augen kann man nicht operieren“)
- „Si me quereis, irse!“ („Wenn ihr mich liebt, haut ab!“)